# Auke Jelsma
Auke J. Jelsma (* 28. August 1933 in Amsterdam; † 14. Januar 2014 in Hilversum) war ein niederländischer Kirchenhistoriker.

## Leben
Auke Jelsma studierte an der Freien Universität Amsterdam und der Katholischen Universität Nijmegen. Er war von 1970 bis 1998 Dozent und Professor an der Protestantisch-Theologischen Universität (PThU) in Kampen. Seine Lehr- und Forschungsgebiete waren die Mystik, die Geschichte der Frauen, der Ketzerei und der Toleranz sowie Bonifatius.
Jelsma veröffentlichte zahlreiche Werke, darunter eine umfassende Schrift über die Birgittenklöster des Erlöserordens.

## Schriften
- Tussen heilige en helleveeg. De vrouw in de geschiedenis van het christendom, 1975, ISBN 90-239-0613-6; deutsche Übersetzung: Heilige und Hexen. Die Stellung der Frau im Christentum. Christliche Verlagsanstalt, Konstanz 1977, ISBN 3-7673-3215-9.
- De vergeten kerk, 1988, ISBN 90-242-4952-X.
- Frontiers of the Reformation. Dissidence and orthodoxy in sixteenth-century Europe, 1988, ISBN 1-84014-280-4.